# 1920년
1920년은 목요일로 시작하는 윤년이다.

## 연호
- 대한민국 임시정부(大韓民國 臨時政府) 대한민국(大韓民國) 2년
- 중화민국(中華民國) 민국(民國) 9년
- 일본(日本) 다이쇼(大正) 9년
- 응우옌 왕조(阮朝) 카이딘(啓定) 5년

## 기년
- 응우옌 왕조(阮朝) 계정제(啓定帝) 5년

## 사건
- 1월 24일 - 대한민국 임시정부 군무부가 포고 제1호를 발표해 전 국민에게 독립전쟁에 참가할 것을 호소하였다.
- 2월 2일 - 히바의 칸인 사이드 압둘라가 폐위됨
- 2월 5일 - 게이오기주구 대학 및 와세대대학교 설립을 일본 문부성이 인정 최초 사립대학으로 등록함
- 2월 20일 - 노백린 등이 캘리포니아주에 한인 비행사 양성소를 설립하였다.
- 3월 1일 - 서울, 평양, 선천, 황주 등지에서 독립 만세운동이 펼쳐졌다.
- 3월 5일 - 조선일보 창간.
- 3월 10일 - 대한민국 임시정부가 지방선전대를 조직하였다.
- 3월 12일 - 니콜라옙스크 사건으로 대한 독립군과 소련군은 일본 제국군을 전멸시켰다.[1][2]
- 4월 1일 - 동아일보 창간.
- 4월 4일 - 일본군이 블라디보스토크 신한촌을 급습하고, 니콜스크에서 최재형 등 90명을 총살하였다.
- 4월 28일 - 영친왕 이은이 일본 황족 나시모토노미야 (이방자)와 혼인하였다.
- 5월 1일 - 허영숙이 여의사 최초로 영혜의원을 개업하였다.
- 5월 16일
  - 잔 다르크가 교황청에서 성인으로 공식 선포되었다.
  - 함경선 (원산-함흥)이 개통되었다.
  - 조선체육회가 제1회 전선체육대회를 개최하였다.
- 6월 4일 - 봉오동 전투 발생. (~6월 7일)
- 6월 7일 - 대한독립단 총재 백삼규가 만주에서 일본군에게 피살당했다.
- 6월 9일 - 원산부청 직원들이 평민회를 조직하였다.
- 6월 19일 - 평양에 야시장이 개설되었다.
- 6월 23일 - 한규설, 이상재 등이 조선교육회를 설립하였다.
- 6월 25일 - 월간 종합지 <개벽>이 창간되었다.
- 7월 1일 - 대구에서 시내버스 운행이 개시되었다.
- 7월 13일 - 고원훈, 김성수, 장덕수 등이 조선체육회를 설립하였다.
- 7월 26일 - 화폐법 개정으로 은화 20전, 백동화 10전, 5전을 새로 발행하였다.
- 7월 29일 - 대구경찰서 박춘영 형사가 임시정부에 독립군자금을 조달하다 발각되어 체포되었다.
- 7월 30일 - 평양에서 조만식, 오윤선 등 70여명이 조선물산장려회를 창설하였다.
- 8월 16일 - 미국 메이저 리그 클리블랜드 인디언스의 유격수 레이 채프먼이 투수가 던진 공에 머리를 맞고 다음 날 사망하다.
- 8월 24일 - 미국 의원단 일행 49명이 경성을 방문하고, 1만여명의 시민이 남대문-조선호텔을 따라 만세 시위를 벌였다.
- 8월 26일 - 미국 국무장관이 수정헌법 제19조를 연방헌법 조항으로 공표함에 따라 여성들에게 선거권이 주어짐.
- 9월 5일 - 일제강점기: 조선일보, 총독정치 비난 사설로 정간.
- 9월 9일 - 일제강점기: 북간도에 있던 서로군정서 사관양성소, 사관 298명 배출.
- 9월 12일 - 일제가 만주 출병 구실을 위해 훈춘 사건을 일으켰다.
- 9월 25일 - 일제강점기: 일본, 사설이 일황실 상징을 모독했다는 이유로 동아일보에 1차 정간조치.
- 9월 28일 - 유관순열사가 서대문형무소에서 순국.
- 10월 2일 - 훈춘 사건: 중화민국 지린성 옌볜 훈춘에서 마적단의 습격을 핑계로 일본 제국군이 조선인을 학살하다.
- 10월 10일 - 구스타프 홀스트의 행성 모음곡, 버밍엄에서 초연.
- 10월 21일 - 북로군정서의 김좌진, 이범석 부대 2,500명이 청산리 전투에서 대승하였다.
- 11월 - 서일 등이 홍개호 밀산에서 대한독립군을 조직하였다.
- 11월 2일 - 미국 펜실베이니아주 피츠버그에서 세계 최초의 상업 라디오 KDKA가 방송
- 11월 5일 - 경성도서관 개관
- 11월 11일 - 동아일보 장덕준 기자가 훈춘 사건 취재 도중에 일본군에게 피살되었다.
- 12월 12일 - 아이와 어른이 사랑을 받던 곰돌이 젤리 하리보가 창립되었다.
- 12월 28일
  - 중화민국 상하이에서 대한민국 임시정부 초대 주석 이승만의 취임식이 열렸다.
  - 한족회, 청년단연합회, 대한독립단이 임시정부 직할의 광복군사령부로 통합되었다.
- 12월 31일 - 대한제국 시절 화폐의 유통이 금지되었다.

## 문화
- 1월 9일 - 오스트레일리아 시드니 공항 개항.
- 8월 14일 - 제7회 벨기에 앤트워프 올림픽 개막.

## 탄생

### 1월
- 1월 1일 - 소련인의 회사 사업가 미하엘 코간. (~1984년)
- 1월 2일
  - 일본의 축구 선수 가토 노부유키.
  - 미국의 소설가 아이작 아시모프. (~1992년)
- 1월 5일
  - 대한민국의 정치인 김세영. (~2010년)
  - 이탈리아의 피아니스트 아르투로 베네데티 미켈란젤리. (~1995년)
- 1월 8일
  - 대한민국의 미술평론가 박문원. (~1973년)
  - 대한민국의 군인 박병권. (~2005년)
- 1월 13일 - 대한민국의 목회자 강희남. (~2009년)
- 1월 16일 - 대한민국의 사회운동가 겸 조직폭력배 김영태. (~2010년)
- 1월 19일 - 제5대 유엔 사무총장, 페루의 외교관, 정치인 하비에르 페레스 데 케야르. (~2020년)
- 1월 20일
  - 대한민국의 노동계파 독립운동가 김두만. (~1984년)
  - 이탈리아의 영화감독 페데리코 펠리니. (~1993년)
- 1월 23일 - 독일의 건축가 고트프리트 벤. (~2021년)
- 1월 25일 - 대한민국의 공학자 김재근. (~1999년)
- 1월 27일 - 일본의 파일럿 니시자와 히로요시. (~1944년)
- 1월 28일 - 일본제국의 군인 가네코 야스지. (~2010년)
- 1월 30일
  - 일본 최초의 여성 프로 만화가, 사자에상(サザエさん)의 작가. 하세가와 마치코. (~1992년)
  - 미국의 영화 감독 델버트 맨. (~2007년)

### 2월
- 2월 2일 - 대한민국의 무용가 한영숙. (~1989년)
- 2월 10일
  - 일제 말기 시대의 농업인 겸 유도 선수 김관철. (~?)
  - 미국의 연극배우 네바 패터슨. (~1992년)
- 2월 15일 - 일본의 물리학자 구보 료고. (~1995년)
- 2월 25일 - 대한민국의 목사, 통일교의 창시자 문선명. (~2012년)
- 2월 26일 - 브라질의 소설가 조제 마우루 지 바스콘셀루스. (~1984년)
- 2월 28일 - 대한민국의 화학자 김순경. (~2003년)
- 2월 29일 - 대한민국의 소설가 겸 영화 시나리오 작가 추식. (~1987년)

### 3월
- 3월 6일 - 대한민국의 배우, 가수 황해. (~2005년)
- 3월 7일 - 대한민국의 군인 김창규. (~2020년)
- 3월 8일 - 스웨덴의 영화배우, 작가 에바 달베크. (~2008년)
- 3월 10일 - 대한민국의 수필가 남광우. (~1997년)
- 3월 11일 - 미국의 법조인 벤 페렌츠. (~2023년)
- 3월 15일 - 미국의 의사, 노벨 의학상 수상자 에드워드 도널 토머스. (~2012년)
- 3월 17일
  - 대한민국의 정치인 박두선. (~2011년)
  - 방글라데시의 초대 대통령 셰이크 무지부르 라흐만. (~1975년)
- 3월 18일 - 대한민국의 기업인, 매일유업 창업주 김복용. (~2006년)
- 3월 21일 - 프랑스의 영화 감독 에릭 로메르. (~2010년)
- 3월 22일 - 바이마르공화국의 배우, 가수, 바이올리니스트, 피아노 연주자 베르너 클렘퍼러. (~2000년)
- 3월 23일 - 일본의 야구 선수 가와카미 데쓰하루. (~2013년)

### 4월
- 4월 1일 - 일본의 배우 미후네 토시로. (~1997년)
- 4월 3일
  - 대한민국의 정치인 박종진. (~1984년)
  - 러시아의 문학가 유리 나기빈. (~1994년)
  - 이란의 역사학자, 언어학자 에흐산 야르샤테르. (~2018년)
- 4월 7일 - 인도의 음악인 라비 샹카르. (~2012년)
- 4월 11일 - 대한민국의 독립운동가 지복영. (~2007년)
- 4월 13일 - 대한민국의 교육자 김허남. (~2020년)
- 4월 14일 - 대한민국의 무용가 한영숙. (~1989년)
- 4월 18일 - 대한민국의 군인 김용국. (~1984년)
- 4월 20일
  - 대한민국의 정치인 김상협. (~1995년)
  - 대한민국의 군인 겸 정치인 고정훈. (~1988년)
- 4월 23일 - 대한민국의 철학자 김형석.
- 4월 25일 - 일본의 야구 선수 니시모토 유키오. (~2011년)
- 4월 27일 - 대한민국의 기업인 임대홍. (~2006년)
- 4월 29일 - 대한민국의 영화배우 나정옥. (~1988년)
- 4월 30일 - 대한민국의 독립운동가 위제하. (~2017년)

### 5월
- 5월 2일 - 네덜란드의 물리학자 요안 반데르발스. (~2022년)
- 5월 3일 - 대한민국의 시인, 수필가 김상옥. (~1995년)
- 5월 4일 - 일본의 야구 선수 나카타니 노부오. (~1992년)
- 5월 9일 - 일본의 배우 모리 미츠코. (~2012년)
- 5월 12일 - 대한민국의 법학자로, 제7대 국회의원 김성희. (~2006년)
- 5월 18일 - 제264대의 교황 교황 요한 바오로 2세. (~2005년)
- 5월 22일 - 소련의 영화배우 니콜라이 그린코. (~1989년)
- 5월 25일 - 스페인의 추기경 우르바노 나바레테 코르테스. (~2010년)
- 5월 26일 - 미국의 가수 페기 리. (~2002년)
- 5월 30일 - 대한민국의 군인, 정치인 함병선. (~2001년)

### 6월
- 6월 1일
  - 대한민국의 로마 가톨릭교회 사제 김재덕. (~1988년)
  - 소련의 번역가 다비트 사모일로프. (~1990년)
- 6월 5일 - 대한민국의 법학 겸 교육자 김증한. (~1988년)
- 6월 9일 - 독일의 축구 선수 파울 메부스. (~1993년)
- 6월 10일 - 미국의 목회자 루스 그레이엄. (~2007년)
- 6월 16일 - 미국의 언론인 존 하워드 그리핀. (~1980년)
- 6월 17일 - 일본의 영화배우 하라 세츠코. (~2015년)
- 6월 18일 - 대한민국의 교육자 김병규.
- 6월 21일 - 일본의 야구 선수 구스노키 야스오. (~2000년)
- 6월 26일 - 대한민국의 철학자 안병욱. (~2013년)
- 6월 29일 - 미국의 영화 제작자 레이 해리하우젠. (~2013년)

### 7월
- 7월 5일 - 대한민국의 궁중음식 연구가 황혜성. (~2006년)
- 7월 8일
  - 대한민국의 법조인 김선.
  - 네덜란드의 철학자 C. A. 반 퍼거슨. (~1996년)
- 7월 10일 - 미국의 저널리스트 데이비드 브링클리. (~2003년)
- 7월 11일 - 미국의 배우 율 브리너. (~1985년)
- 7월 17일
  - 미국의 물리학자 고든 굴드. (~2005년)
  - 스페인의 출신 전 IOC 위원장 후안 안토니오 사마란치. (~2010년)
- 7월 18일 - 대한민국의 육군 장성 김창룡. (~1956년)
- 7월 20일
  - 미국의 관료, 정치인 엘리엇 리처드슨.(~1999년)
  - 이탈리아의 배우 레아 파도바니. (~1991년)
- 7월 21일 - 일본의 야구 선수 가네다 마사야스. (~2020년)
- 7월 24일 - 스페인의 가수 호세 노리에가 아궤라. (~2006년)
- 7월 26일 - 대한민국의 문학평론가 조연현. (~1981년)

### 8월
- 8월 17일 - 아일랜드의 배우 모린 오하라. (~2015년)
- 8월 18일 - 대한민국의 화가 김영주. (~1995년)
- 8월 20일 - 대한민국의 독립운동가, 경찰관 차일혁. (~1958년)
- 8월 22일 - 미국의 소설가 레이 브래드버리. (~2012년)
- 8월 26일 - 대한민국의 교육자 김준엽. (~2011년)

### 9월
- 9월 5일 - 미국의 야구 선수 진 비어든. (~2004년)
- 9월 8일 - 대한민국의 군인 김경진. (~1952년)
- 9월 10일 - 인도의 수학자, 통계학자 칼리암푸디 라다크리슈나 라오. (~2023년)
- 9월 14일 - 대한민국의 검사 출신 정치인 한옥신. (~1981년)
- 9월 20일 - 대한민국의 기업인 구본홍. (~2006년)
- 9월 21일
  - 조선민주주의인민공화국의 정치인 김영주. (~2021년)
  - 대한민국의 군인 최경록. (~2002년)
- 9월 22일 - 미국의 야구 선수 밥 레몬. (~2000년)
- 9월 25일 - 러시아의 영화감독 세르게이 본다르추크. (~1994년)

### 10월
- 10월 3일 - 대한민국의 법조인 이일규. (~2007년)
- 10월 8일 - 미국의 작가 프랭크 허버트. (~1986년)
- 10월 11일 - 대한민국의 지질학자 정창희. (~2022년)
- 10월 15일 - 미국의 작가 마리오 푸조. (~1999년)
- 10월 18일 - 대한민국의 헌법학자 박일경. (~1994년)
- 10월 20일 - 대한민국의 언론 출신 정치인 서영훈. (~2017년)
- 10월 23일 - 이탈리아의 작가, 언론인 잔니 로다리. (~1980년)
- 10월 27일
  - 대한민국의 군인, 행정가 장성환. (~2015년)
  - 미국의 영화배우 나네트 페브레이. (~2018년)
  - 인도의 정치가 코체릴 라만 나라야난. (~2005년)
- 10월 29일 - 대한민국의 정치인 신현확. (~2007년)
- 10월 30일 - 일본의 육군 군인, 반전 운동가 후나사카 히로시. (~2006년)
- 10월 31일
  - 일본의 축구 선수 가노 다카시. (~2000년)
  - 독일의 축구 선수 프리츠 발터. (~2002년)
  - 그리스의 배우 멜리나 메르쿠리. (~1994년)
  - 스웨덴의 축구 선수 군나르 그렌. (~1991년)

### 11월
- 11월 2일
  - 조선민주주의인민공화국의 정치인 김철만. (~2018년)
  - 대한민국의 군인 이형근. (~2002년)
- 11월 3일 - 대한민국의 정치인 이태구. (~1998년)
- 11월 5일 - 대한민국의 비전향 장기수 허영철. (~2010년)
- 11월 7일 - 대한민국의 정치인 김종철. (~1986년)
- 11월 8일 - 미국의 배우, 무용가 에스더 롤. (~1998년)
- 11월 11일 - 대한민국의 정치인 손승덕. (~1993년)
- 11월 15일
  - 대한민국의 수필가 김태길. (~2009년)
  - 미국의 경제학자 더글러스 노스. (~2015년)
- 11월 16일 - 대한민국의 법조인 김윤행. (~1990년)
- 11월 19일 - 미국의 배우 진 티어니. (~1991년)
- 11월 20일 - 미국의 영화배우 더글러스 딕. (~2015년)
- 11월 21일 - 대한민국의 음악가 김희조. (~2001년)
- 11월 23일 - 대한민국의 장군 백선엽. (~2020년)
- 11월 25일 - 미국의 영화배우 노엘 닐. (~2016년)
- 11월 29일 - 대한민국의 비전향장기수 장호.

### 12월
- 12월 1일 - 베트남의 정치인 레득아인. (~2019년)
- 12월 3일 - 대한민국의 시인 조지훈. (~1968년)
- 12월 6일
  - 대한민국의 정치인 김용호. (~2015년)
  - 미국의 재즈 음악가 데이브 브루벡. (~2012년)
- 12월 7일 - 미국의 배우 프랜시스 기퍼드. (~1994년)
- 12월 11일 - 대한민국의 육군 군인 장교 허태영. (~1957년)
- 12월 13일 - 미국의 정치인 조지 프랫 슐츠. (~2021년)
- 12월 15일 - 미국의 야구 선수 에디 로빈슨. (~2021년)
- 12월 24일 - 대한민국의 독립운동가 나금주. (~1998년)
- 12월 30일
  - 대한민국의 정치인 민경식. (~2000년)
  - 대한민국의 작가 이범선. (~1982년)

### 미상
- 대한민국의 좌익운동가 박덕남. (~2017년~)
- 대한민국의 소설가 곽하신.
- 대한민국의 조직폭력배 김영태. (~2010년)
- 대한민국의 생물학자 남궁준. (~2013년)
- 일본의 군인 가네코 야스지. (~2010년)
- 일제 강점기의 군인 김용헌. (~?)

## 사망

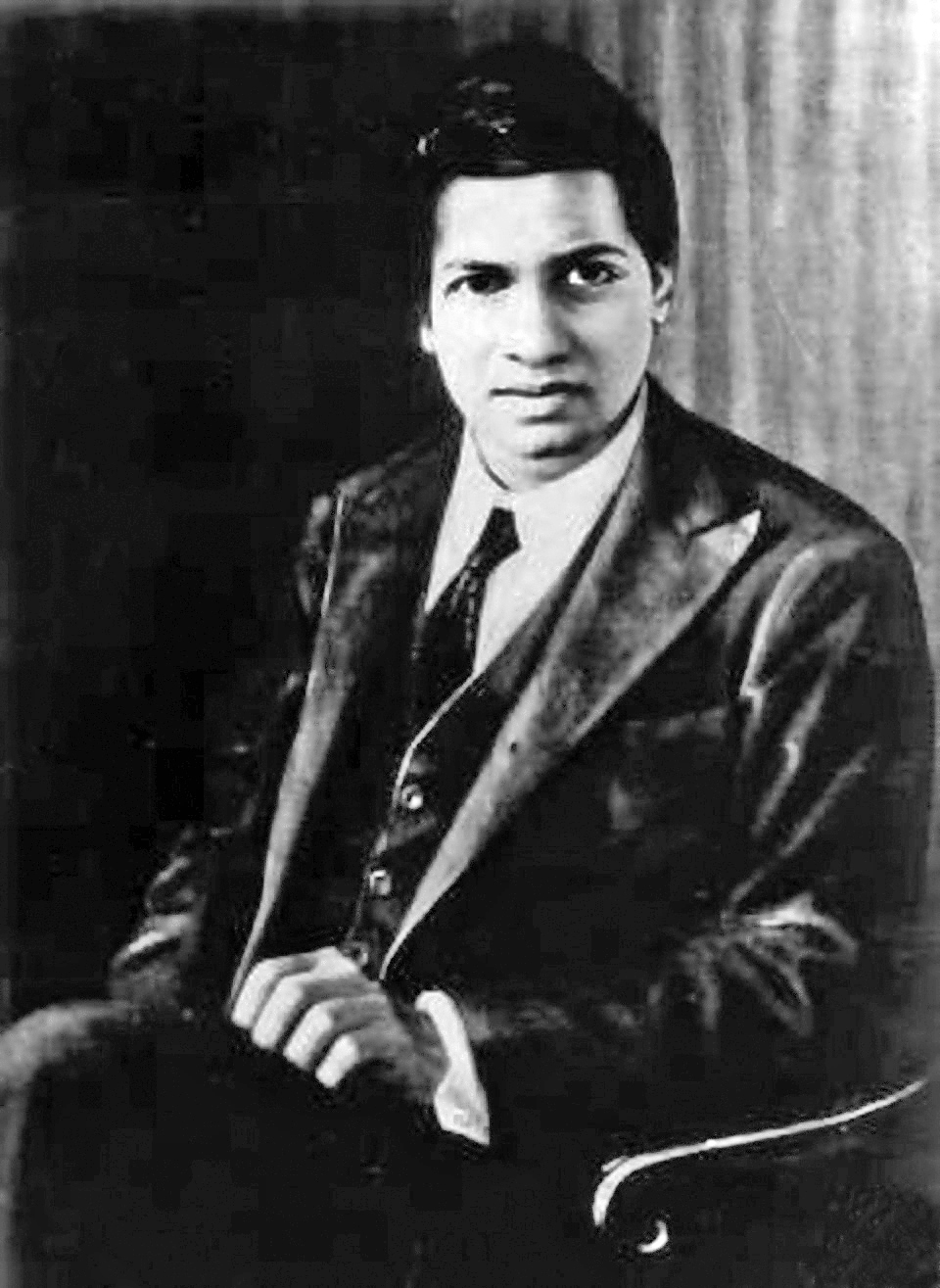
스리니바사 라마누잔

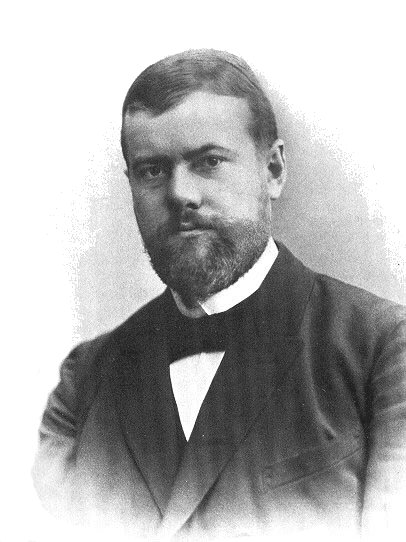
막스 베버

- 4월 26일 - 인도의 수학자 스리니바사 라마누잔. (1887년~)
- 4월 28일 - 러시아의 과학자 클리멘트 티미랴제프. (1843년~)
- 5월 21일 - 멕시코의 대통령 베누스티아노 카란사. (1859년~)
- 6월 14일 - 독일의 사회학자 막스 베버. (1864년~)
- 8월 15일 - 대한제국의 독립 운동가, 역사학자 운초 계연수. (미상~)
- 9월 28일 - 대한제국의 독립운동가 유관순. (1902년~)
- 11월 29일 - 대한제국의 교육자, 독립운동가 강우규. (1855년~)

## 노벨상
- 문학상:
- 물리학상: 샤를 에두아르 기욤
- 생리학 및 의학상:
- 평화상:
- 화학상:

## 달력
| 1월 |    |    |    |    |    |    |
| 일  | 월 | 화 | 수 | 목 | 금 | 토 |
|     |    |    |    | 1  | 2  | 3  |
| 4   | 5  | 6  | 7  | 8  | 9  | 10 |
| 11  | 12 | 13 | 14 | 15 | 16 | 17 |
| 18  | 19 | 20 | 21 | 22 | 23 | 24 |
| 25  | 26 | 27 | 28 | 29 | 30 | 31 |

| 2월 |    |    |    |    |    |    |
| 일  | 월 | 화 | 수 | 목 | 금 | 토 |
| 1   | 2  | 3  | 4  | 5  | 6  | 7  |
| 8   | 9  | 10 | 11 | 12 | 13 | 14 |
| 15  | 16 | 17 | 18 | 19 | 20 | 21 |
| 22  | 23 | 24 | 25 | 26 | 27 | 28 |
| 29  |    |    |    |    |    |    |

| 3월 |    |    |    |    |    |    |
| 일  | 월 | 화 | 수 | 목 | 금 | 토 |
|     | 1  | 2  | 3  | 4  | 5  | 6  |
| 7   | 8  | 9  | 10 | 11 | 12 | 13 |
| 14  | 15 | 16 | 17 | 18 | 19 | 20 |
| 21  | 22 | 23 | 24 | 25 | 26 | 27 |
| 28  | 29 | 30 | 31 |    |    |    |

| 4월 |    |    |    |    |    |    |
| 일  | 월 | 화 | 수 | 목 | 금 | 토 |
|     |    |    |    | 1  | 2  | 3  |
| 4   | 5  | 6  | 7  | 8  | 9  | 10 |
| 11  | 12 | 13 | 14 | 15 | 16 | 17 |
| 18  | 19 | 20 | 21 | 22 | 23 | 24 |
| 25  | 26 | 27 | 28 | 29 | 30 |    |

| 5월 |    |    |    |    |    |    |
| 일  | 월 | 화 | 수 | 목 | 금 | 토 |
|     |    |    |    |    |    | 1  |
| 2   | 3  | 4  | 5  | 6  | 7  | 8  |
| 9   | 10 | 11 | 12 | 13 | 14 | 15 |
| 16  | 17 | 18 | 19 | 20 | 21 | 22 |
| 23  | 24 | 25 | 26 | 27 | 28 | 29 |
| 30  | 31 |    |    |    |    |    |

| 6월 |    |    |    |    |    |    |
| 일  | 월 | 화 | 수 | 목 | 금 | 토 |
|     |    | 1  | 2  | 3  | 4  | 5  |
| 6   | 7  | 8  | 9  | 10 | 11 | 12 |
| 13  | 14 | 15 | 16 | 17 | 18 | 19 |
| 20  | 21 | 22 | 23 | 24 | 25 | 26 |
| 27  | 28 | 29 | 30 |    |    |    |

| 7월 |    |    |    |    |    |    |
| 일  | 월 | 화 | 수 | 목 | 금 | 토 |
|     |    |    |    | 1  | 2  | 3  |
| 4   | 5  | 6  | 7  | 8  | 9  | 10 |
| 11  | 12 | 13 | 14 | 15 | 16 | 17 |
| 18  | 19 | 20 | 21 | 22 | 23 | 24 |
| 25  | 26 | 27 | 28 | 29 | 30 | 31 |

| 8월 |    |    |    |    |    |    |
| 일  | 월 | 화 | 수 | 목 | 금 | 토 |
| 1   | 2  | 3  | 4  | 5  | 6  | 7  |
| 8   | 9  | 10 | 11 | 12 | 13 | 14 |
| 15  | 16 | 17 | 18 | 19 | 20 | 21 |
| 22  | 23 | 24 | 25 | 26 | 27 | 28 |
| 29  | 30 | 31 |    |    |    |    |

| 9월 |    |    |    |    |    |    |
| 일  | 월 | 화 | 수 | 목 | 금 | 토 |
|     |    |    | 1  | 2  | 3  | 4  |
| 5   | 6  | 7  | 8  | 9  | 10 | 11 |
| 12  | 13 | 14 | 15 | 16 | 17 | 18 |
| 19  | 20 | 21 | 22 | 23 | 24 | 25 |
| 26  | 27 | 28 | 29 | 30 |    |    |

| 10월 |    |    |    |    |    |    |
| 일   | 월 | 화 | 수 | 목 | 금 | 토 |
|      |    |    |    |    | 1  | 2  |
| 3    | 4  | 5  | 6  | 7  | 8  | 9  |
| 10   | 11 | 12 | 13 | 14 | 15 | 16 |
| 17   | 18 | 19 | 20 | 21 | 22 | 23 |
| 24   | 25 | 26 | 27 | 28 | 29 | 30 |
| 31   |    |    |    |    |    |    |

| 11월 |    |    |    |    |    |    |
| 일   | 월 | 화 | 수 | 목 | 금 | 토 |
|      | 1  | 2  | 3  | 4  | 5  | 6  |
| 7    | 8  | 9  | 10 | 11 | 12 | 13 |
| 14   | 15 | 16 | 17 | 18 | 19 | 20 |
| 21   | 22 | 23 | 24 | 25 | 26 | 27 |
| 28   | 29 | 30 |    |    |    |    |

| 12월 |    |    |    |    |    |    |
| 일   | 월 | 화 | 수 | 목 | 금 | 토 |
|      |    |    | 1  | 2  | 3  | 4  |
| 5    | 6  | 7  | 8  | 9  | 10 | 11 |
| 12   | 13 | 14 | 15 | 16 | 17 | 18 |
| 19   | 20 | 21 | 22 | 23 | 24 | 25 |
| 26   | 27 | 28 | 29 | 30 | 31 |    |

### 음양력 대조 일람
| 음력월 | 월건 | 대소 | 음력 1일의 양력 월일 | 음력 1일 간지 |
| ------ | ---- | ---- | -------------------- | ------------- |
| 1월    | 무인 | 소   | 2월 20일             | 무신          |
| 2월    | 기묘 | 대   | 3월 20일             | 정축          |
| 3월    | 경진 | 소   | 4월 19일             | 정미          |
| 4월    | 신사 | 소   | 5월 18일             | 병자          |
| 5월    | 임오 | 대   | 6월 16일             | 을사          |
| 6월    | 계미 | 소   | 7월 16일             | 을해          |
| 7월    | 갑신 | 소   | 8월 14일             | 갑진          |
| 8월    | 을유 | 대   | 9월 12일             | 계유          |
| 9월    | 병술 | 대   | 10월 12일            | 계묘          |
| 10월   | 정해 | 소   | 11월 11일            | 계유          |
| 11월   | 무자 | 대   | 12월 10일            | 임인          |
| 12월   | 기축 | 대   | 1921년 1월 9일       | 임신          |